# Festkörpergelenk

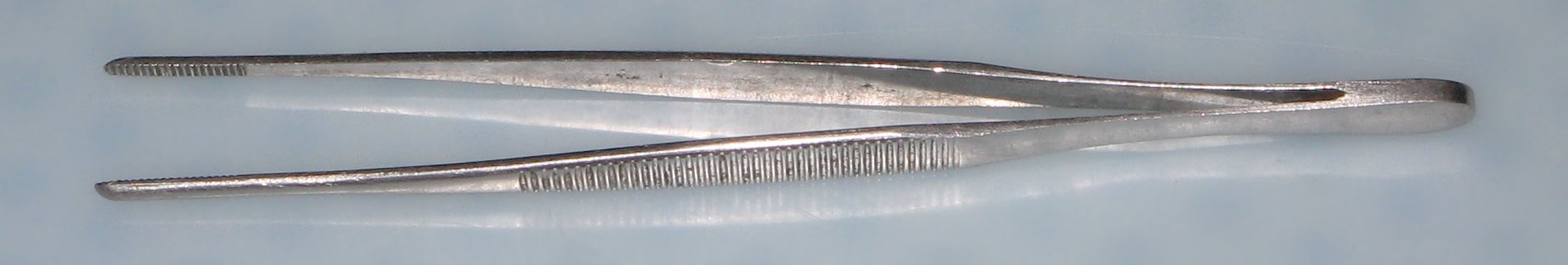
Bei einer Pinzette wirken die Schenkelbereiche nahe der Verbindung am Ende elastisch als Festkörpergelenk.

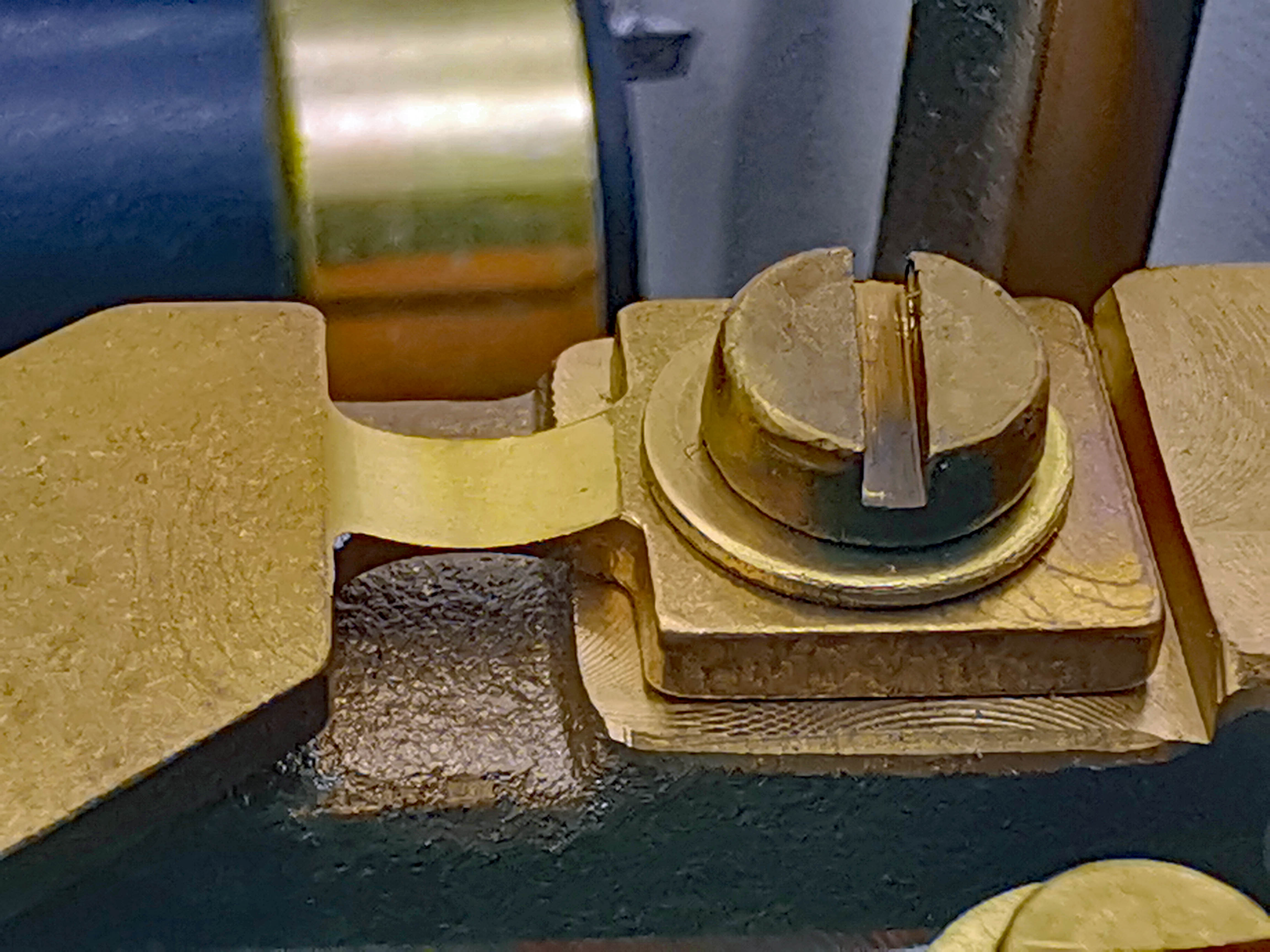
Festkörpergelenk in der Parallelführung einer modernen Analysenwaage

Als Festkörpergelenk bezeichnet man einen Bereich eines Bauteils, welcher eine Relativbewegung (Drehung) zwischen zwei Starrkörperbereichen durch Biegung erlaubt.
Zu den Festkörpergelenken zählen einfache Filmscharniere an Kunststoffverpackungen ebenso wie die massiven Betongelenke, die Teil eines Tragwerks im Bauwesen sind.

## Funktion
Das Festkörpergelenk ist kein „echtes“ Gelenk im Sinne eines kinematischen Paares, sondern beruht auf dem Prinzip der Elastostatik (Elastizität). Die Funktion eines Gelenks wird erreicht durch einen Bereich, der eine geringere Biegesteifigkeit aufweist als zwei angrenzende Bereiche. Die verminderte Biegesteifigkeit wird meist durch lokale Querschnittsverringerung erzeugt. Ein Festkörpergelenk kann verglichen werden mit einem konventionellen Drehgelenk, dessen Drehbereich eingeschränkt ist.

## Anwendung

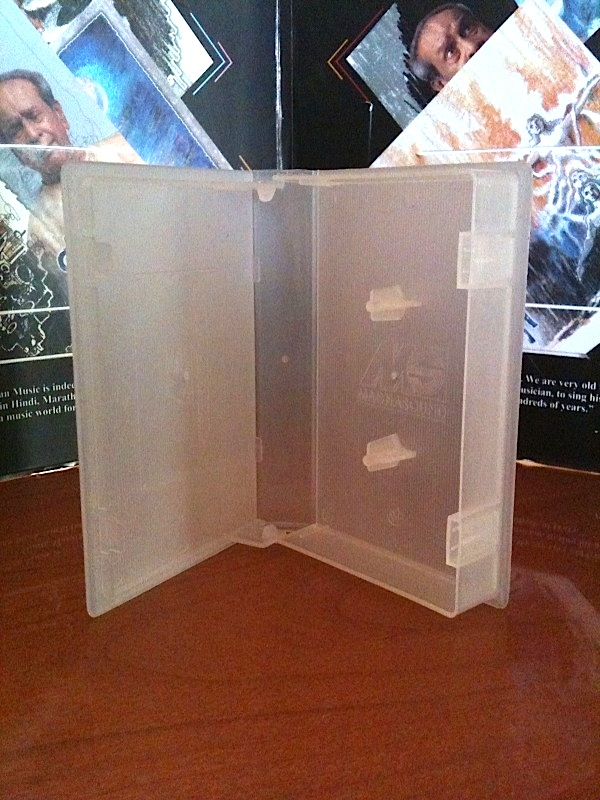
Festkörpergelenk als Scharnier bei einer Kassettenhülle.

Festkörpergelenke werden vor allem in der Mikrosystemtechnik häufig verwendet, weil echte Gelenke, die klassisch aus mindestens zwei gekoppelten Einzelelementen bestehen, nur schwer und aufwändig in mikroskopischen Abmessungen hergestellt und montiert werden können.
In normalen Dimensionen bilden Festkörpergelenke als Verschleißteil eine preiswerte Alternative zu echten Gelenken. Im klassischen Maschinen- und Gerätebau werden sie wegen ihrer geringeren Dauerfunktionssicherheit eher selten eingesetzt, bei besonders kostengünstigen Produkten dagegen häufig.
Da Festkörpergelenke im Unterschied zu Wälzlagern eine reibungsfreie Relativbewegung ermöglichen, entstehen kaum Partikel durch Reibung. Dies ist speziell in Reinraumumgebungen oder im Zusammenhang mit optischen Komponenten von Vorteil.

## Ausführungsbeispiele
Die häufigsten Ausführungsbeispiele von Festkörpergelenken in der Mikrosystemtechnik bzw. der Feinwerktechnik zeigen entweder den Charakter einer Blattfeder mit einem rechteckigen Querschnitt oder zwei runde Einkerbungen, welche in der Metallbearbeitung durch Bohren oder Fräsen einfach herstellbar sind.
- Festkörpergelenk mit rechteckigem Querschnitt ähnlich einer Blattfeder
- Festkörpergelenk mit runder Einkerbung

## Einschränkung
Ein erheblicher Nachteil ergibt sich durch die starke Materialermüdung bei der Biegung bzw. Dauerschwingung (siehe Dauerschwingversuch). Entsprechend der sehr unterschiedlichen Dauerfestigkeit von Werkstoffen sind Festkörpergelenke nicht mit jedem Material zu realisieren.